# Jerzy Hanuza
Jerzy Kazimierz Hanuza (ur. 26 czerwca 1942 w Łodzi, zm. 28 czerwca 2025) – polski chemik, dr hab., profesor zwyczajny Katedry Chemii Bioorganicznej Wydziału Inżynierii Produkcji Uniwersytetu Ekonomicznego we Wrocławiu i Instytutu Niskich Temperatur i Badań Strukturalnych im. Włodzimierza Trzebiatowskiego Polskiej Akademii Nauk.

## Życiorys
Obronił pracę doktorską, następnie uzyskał stopień doktora habilitowanego. 27 kwietnia 1993 nadano mu tytuł profesora w zakresie nauk chemicznych. Objął funkcję profesora zwyczajnego w Katedrze Chemii Bioorganicznej na Wydziale Inżynierii Produkcji Uniwersytetu Ekonomicznego we Wrocławiu oraz w Instytucie Niskich Temperatur i Badań Strukturalnych im. Włodzimierza Trzebiatowskiego Polskiej Akademii Nauk.
Był kierownikiem Katedry Chemii Bioorganicznej Wydziału Inżynieryjnego i Ekonomicznego Akademii Ekonomicznej im. Oskara Langego we Wrocławiu.